# K-Conjog
K-Conjog, pseudonimo di Fabrizio Somma (...), è un produttore discografico e compositore italiano di musica elettronica.

## Biografia
Nel 2009 esce il suo primo disco per Snowdonia Dischi, Il Nuovo è al passo coi tempi, un mix di musica concreta e plunderphonia, ma è nel 2012 che pubblica Set Your Spirit Freak! e inizia la collaborazione con l'etichetta discografica americana Abandon Building Records. L'album è caratterizzato dall'unione di sonorità orchestrali classiche a quelle della più moderna folktronica.
Il videoclip del suo singolo Qwery, girato da Francesco Lettieri riceve il premio PIVI al Meeting delle etichette indipendenti.

## Discografia

### Album in studio
- 2009 – Il nuovo è al passo coi tempi (Snowdonia Dischi)
- 2012 – Set Your Spirit Freak! (Abandon Building Records)
- 2014 – Dasein (Abandon Building Records)
- 2015 – Fermati, o sole! (Trovarobato, Bad Panda Records, Fresh Yo!)
- 2018 – Magic Spooky Ears (Schole Records)

### Extended play
- 2010 – Le storie che invento non le so raccontare (Dirty Demos)
- 2019 – Dum Bow (Schole Records)